# Abbazia di Fahr
L'abbazia di Fahr (in tedesco Kloster Fahr) è un monastero femminile benedettino sito nel comune di Würenlos, nel Canton Argovia, Svizzera, in un'exclave situata nel territorio di Unterengstringen, Canton Zurigo. Forma un monastero doppio insieme all'Abbazia di Einsiedeln, il cui abate sovrintende anche Fahr.